# Thelypteris goldiana
Thelypteris goldiana là một loài dương xỉ trong họ Thelypteridaceae. Loài này được Nieuwl. mô tả khoa học đầu tiên năm 1910.
Danh pháp khoa học của loài này chưa được làm sáng tỏ. 